# Адміністративний устрій Бахмутського району
Адміністративний устрій Бахмутського району — адміністративно-територіальний поділ Бахмутського району Донецької області на 1 громаду міста обласного значення, 2 міські та 1 сільську громади, 3 міські, 5 селищних та 5 сільські рад, які об'єднують 110 населених пунктів та підпорядковані Бахмутській районній раді. Адміністративний центр — місто Бахмут, що є містом обласного значення і до складу району не входить.

## Список громадБахмутського району
| № | Назва                       | Центр       | Населені пункти | Площа км² | Місце за площею | Населення (2001), чол. | Місце за населенням |
| - | --------------------------- | ----------- | --- | --------- | --------------- | ---------------------- | ------------------- |
| 1 | Бахмутська міська громада   | м. Бахмут   | м. Бахмут с. Андріївка с. Берхівка с. Вершина с. Весела Долина с. Відродження с. Зайцеве с. Зеленопілля с. Іванград с. Іванівське с. Клинове с. Кліщіївка с. Мідна Руда с. Нова Кам'янка с. Опитне с. Покровське с. Хромове с. Ягідне |           |                 |                        |                     |
| 2 | Званівська сільська громада | с. Званівка | с. Верхньокам'янське с. Званівка с. Івано-Дар'ївка с. Кузьминівка с. Новоселівка с. Переїзне |           |                 |                        |                     |
| 3 | Сіверська міська громада    | м. Сіверськ | м. Сіверськ с. Григорівка с. Дронівка с. Платонівка с. Різниківка с. Свято-Покровське с. Серебрянка |           |                 |                        |                     |
| 4 | Соледарська міська громада  | м. Соледар  | м. Соледар с. Бахмутське с. Берестове с. Білогорівка с. Благодатне с. Бондарне с. Василівка Васюківка с. Веселе с-ще Виїмка с. Володимирівка с. Голубівка с. Діброва с. Дубово-Василівка с. Залізнянське с. Краснополівка с. Липівка с. Липове с. Миколаївка с. Міньківка с-ще Нагірне с. Никифорівка с. Оріхово-Василівка с. Пазено с. Парасковіївка с. Пилипчатине с-ще Підгородне с. Привілля с. Роздолівка с. Сакко І Ванцетті с-ще Спірне с. Стряпівка с. Трипілля с. Федорівка с. Федорівка Друга с. Хромівка с. Яковлівка |           |                 |                        |                     |

## Список радБахмутського району
| №  | Назва                          | Центр              | Населені пункти                                                                        | Площа км² | Місце за площею | Населення (2001), чол. | Місце за населенням |
| -- | ------------------------------ | ------------------ | -------------------------------------------------------------------------------------- | --------- | --------------- | ---------------------- | ------------------- |
| 1  | Вуглегірська міська рада       | м. Вуглегірськ     | м. Вуглегірськ с-ще Булавине с-ще Грозне с-ще Каютине с-ще Ступакове с-ще Савелівка    |           |                 |                        |                     |
| 2  | Світлодарська міська рада      | м. Світлодарськ    | м. Світлодарськ                                                                        |           |                 |                        |                     |
| 3  | Часовоярська міська рада       | м. Часів Яр        | м. Часів Яр                                                                            |           |                 |                        |                     |
| 4  | Булавинська селищна рада       | смт Булавинське    | смт Булавинське смт Олександрівське смт Оленівка смт Прибережне                        |           |                 |                        |                     |
| 5  | Зайцівська селищна рада        | смт Зайцеве        | смт Зайцеве                                                                            |           |                 |                        |                     |
| 6  | Луганська селищна рада         | смт Луганське      | смт Луганське с. Воздвиженка с. Криничне с. Лозове с. Миронівка с. Розсадки с-ще Роти  |           |                 |                        |                     |
| 7  | Миронівська селищна рада       | смт Миронівський   | смт Миронівський                                                                       |           |                 |                        |                     |
| 8  | Ольховатська селищна рада      | смт Ольховатка     | смт Ольховатка с. Весела Долина с-ще Данилове с-ще Іллінка с-ще Кам'янка с-ще Рідкодуб |           |                 |                        |                     |
| 9  | Калинівська сільська рада      | с-ще Калинівка     | с-ще Калинівка с. Богданівка с. Григорівка                                             |           |                 |                        |                     |
| 10 | Кодемська сільська рада        | с. Кодема          | с. Кодема с. Дача с. Миколаївка с. Миколаївка Друга с. Одрадівка                       |           |                 |                        |                     |
| 11 | Комунівська сільська рада      | с. Дебальцівське   | с. Дебальцівське с. Калинівка с. Логвинове                                             |           |                 |                        |                     |
| 12 | Новогригорівська сільська рада | с. Новогригорівка  | с. Новогригорівка с. Нижнє Лозове с. Санжарівка                                        |           |                 |                        |                     |
| 13 | Новолуганська сільська рада    | с-ще Новолуганське | с-ще Новолуганське с-ще Доломітне с. Семигір'я с-ще Гладосове с-ще Травневе            |           |                 |                        |                     |

## Список радБахмутського району(до 2016 року)
| №  | Назва                           | Центр                | Населені пункти                                                                        | Площа км² | Місце за площею | Населення (2001), чол. | Місце за населенням |
| -- | ------------------------------- | -------------------- | -------------------------------------------------------------------------------------- | --------- | --------------- | ---------------------- | ------------------- |
| 1  | Вуглегірська міська рада        | м. Вуглегірськ       | м. Вуглегірськ с-ще Булавине с-ще Грозне с-ще Каютине с-ще Ступакове с-ще Савелівка    |           |                 |                        |                     |
| 2  | Світлодарська міська рада       | м. Світлодарськ      | м. Світлодарськ                                                                        |           |                 |                        |                     |
| 3  | Сіверська міська рада           | м. Сіверськ          | м. Сіверськ                                                                            |           |                 |                        |                     |
| 4  | Соледарська міська рада         | м. Соледар           | м. Соледар                                                                             |           |                 |                        |                     |
| 5  | Часовоярська міська рада        | м. Часів Яр          | м. Часів Яр                                                                            |           |                 |                        |                     |
| 6  | Булавинська селищна рада        | смт Булавинське      | смт Булавинське смт Олександрівське смт Оленівка смт Прибережне                        |           |                 |                        |                     |
| 7  | Зайцівська селищна рада         | смт Зайцеве          | смт Зайцеве                                                                            |           |                 |                        |                     |
| 8  | Луганська селищна рада          | смт Луганське        | смт Луганське с. Воздвиженка с. Криничне с. Лозове с. Миронівка с. Розсадки с-ще Роти  |           |                 |                        |                     |
| 9  | Миронівська селищна рада        | смт Миронівський     | смт Миронівський                                                                       |           |                 |                        |                     |
| 10 | Ольховатська селищна рада       | смт Ольховатка       | смт Ольховатка с. Весела Долина с-ще Данилове с-ще Іллінка с-ще Кам'янка с-ще Рідкодуб |           |                 |                        |                     |
| 11 | Бахмутська сільська рада        | с. Бахмутське        | с. Бахмутське с-ще Підгородне                                                          |           |                 |                        |                     |
| 12 | Берестівська сільська рада      | с. Берестове         | с. Берестове с-ще Виїмка с-ще Нагірне с-ще Спірне                                      |           |                 |                        |                     |
| 13 | Васюківська сільська рада       | с. Васюківка         | с. Васюківка с. Бондарне с. Пазено с. Сакко І Ванцетті с. Федорівка с. Хромівка        |           |                 |                        |                     |
| 14 | Верхньокам'янська сільська рада | с. Верхньокам'янське | с. Верхньокам'янське с. Івано-Дар'ївка с. Новоселівка                                  |           |                 |                        |                     |
| 15 | Володимирівська сільська рада   | с. Володимирівка     | с. Володимирівка с. Пилипчатине с. Стряпівка с. Трипілля                               |           |                 |                        |                     |
| 16 | Дебальцівська сільська рада     | с. Дебальцівське     | с. Дебальцівське с. Калинівка с. Логвинове                                             |           |                 |                        |                     |
| 17 | Дронівська сільська рада        | с. Дронівка          | с. Дронівка с. Платонівка                                                              |           |                 |                        |                     |
| 18 | Зайцівська сільська рада        | с. Зайцеве           | с. Зайцеве с. Вершина с. Весела Долина                                                 |           |                 |                        |                     |
| 19 | Званівська сільська рада        | с. Званівка          | с. Званівка с. Кузьминівка с. Переїзне                                                 |           |                 |                        |                     |
| 20 | Іванівська сільська рада        | с. Іванівське        | с. Іванівське с. Андріївка с-ще Хромове с. Берхівка с. Кліщіївка                       |           |                 |                        |                     |
| 21 | Калинівська сільська рада       | с-ще Калинівка       | с-ще Калинівка с. Богданівка с. Григорівка                                             |           |                 |                        |                     |
| 22 | Клинівська сільська рада        | с. Клинове           | с. Клинове с. Відродження с. Мідна Руда                                                |           |                 |                        |                     |
| 23 | Кодемська сільська рада         | с. Кодема            | с. Кодема с. Дача с. Миколаївка с. Миколаївка Друга с. Одрадівка                       |           |                 |                        |                     |
| 24 | Міньківська сільська рада       | с. Міньківка         | с. Міньківка с. Голубівка с. Дубово-Василівка с. Оріхово-Василівка с. Привілля         |           |                 |                        |                     |
| 25 | Никифорівська сільська рада     | с. Никифорівка       | с. Никифорівка с. Діброва с. Липівка с. Федорівка Друга                                |           |                 |                        |                     |
| 26 | Новогригорівська сільська рада  | с. Новогригорівка    | с. Новогригорівка с. Нижнє Лозове с. Санжарівка                                        |           |                 |                        |                     |
| 27 | Новолуганська сільська рада     | с-ще Новолуганське   | с-ще Новолуганське с-ще Доломітне с. Семигір'я с-ще Гладосове с-ще Травневе            |           |                 |                        |                     |
| 28 | Опитненська сільська рада       | с-ще Опитне          | с-ще Опитне с-ще Зеленопілля с. Іванград с-ще Ягідне                                   |           |                 |                        |                     |
| 29 | Парасковіївська сільська рада   | с. Парасковіївка     | с. Парасковіївка с. Благодатне с. Залізнянське                                         |           |                 |                        |                     |
| 30 | Покровська сільська рада        | с. Покровське        | с. Покровське с. Нова Кам'янка                                                         |           |                 |                        |                     |
| 31 | Різниківська сільська рада      | с. Різниківка        | с. Різниківка с. Свято-Покровське                                                      |           |                 |                        |                     |
| 32 | Роздолівська сільська рада      | с. Роздолівка        | с. Роздолівка с. Краснополівка с. Миколаївка                                           |           |                 |                        |                     |
| 33 | Серебрянська сільська рада      | с. Серебрянка        | с. Серебрянка с. Григорівка                                                            |           |                 |                        |                     |
| 34 | Яковлівська сільська рада       | с. Яковлівка         | с. Яковлівка с. Білогорівка с. Василівка с. Веселе с. Липове                           |           |                 |                        |                     |

* Примітки: м. — місто, с-ще — селище, смт — селище міського типу, с. — село